# Curdin Nicolay
Curdin Nicolay (* 11. Januar 1981) ist ein Schweizer Sänger und Komponist. Nach einer Berufslehre als Maler und Farbgestalter liess er sich zum Primarlehrer ausbilden. Aufgewachsen mit drei Schwestern und wohnhaft mit seiner Familie ist er in Bever GR im Oberengadin. Nicolay singt jedoch im Dialekt Vallader – ein Erbe seiner Unterengadiner Verwandten.

## Leben und Wirken
Schon seine ersten drei rätoromanischen Singles «Kindl», «Nüglia da nouv»  und «Nouva cità» hatten regelmässig Airplay auf Radio Rumantsch (RTR) und Radio Swisspop, und sogar im schweizerisch-iranischen Kurzfilm Nilou mit Elmira Rafizadeh aus dem Jahr 2010 (Regie: Amir Hamz) ist Nicolays Musik zu hören. 2017 erschien sein erstes Album, «Silips e furmias» – Heugümper und Ameisen, welches schnell zu einem Favoriten der Hörerinnen und Hörer des rätoromanischen Radios wurde. Seine Lieder handeln von Engadiner Volksliedern, der Rhätischen Bahn, Bergen, Tälern und der ganzen Welt dazwischen. Als Sänger, Songwriter Komponist und Gitarrist hat er mit seinen eingängigen, anspruchsvollen Songs einen beachtlichen Bekanntheitsgrad erreicht. 2024 kam es an den Zuoz Globe Reads & Sounds zu einem gemeinsamen Auftritt mit der Engadiner Autorin Romana Ganzoni.

## Alben
- Silips e furmias (2017)